# 全国貧民連合
全国貧民連合（略称：全貧連）は、1980年代以降の韓国における都市貧民問題を解決するため、露天商連合会や撤去民協議会などの団体が連合して1989年11月に結成された組織である。

## 概要
都市露天商の営業と権利を守るため1987年11月に結成された「全国露天商連合会」（全露連）と、80年代以降の政府による都市計画と無分別な旋風でスラム（タンルトンネ）の住居を撤去された撤去民が、強制撤去反対と住居確保のための運動を進める中で1987年7月17日に結成された「ソウル市撤去民協議会」（ソ撤協）は、共同して都市貧民の生存権確保と弾圧反対の運動を進める中で「貧民達の露天撤去問題だけではなく、医療・教育・福祉など全般的問題を共に解決し、民衆運動の主体として社会変革運動に主導的な役割を遂行しなければならない」との共通認識を持つようになり、1989年11月11日に全貧連を結成した。

## 参考書籍
- 韓国史編纂委員会　金容権編著『朝鮮韓国近現代史事典　第2版』日本評論社